# Vánoční příměří

Skupinky britských a německých vojáků během "příměří".

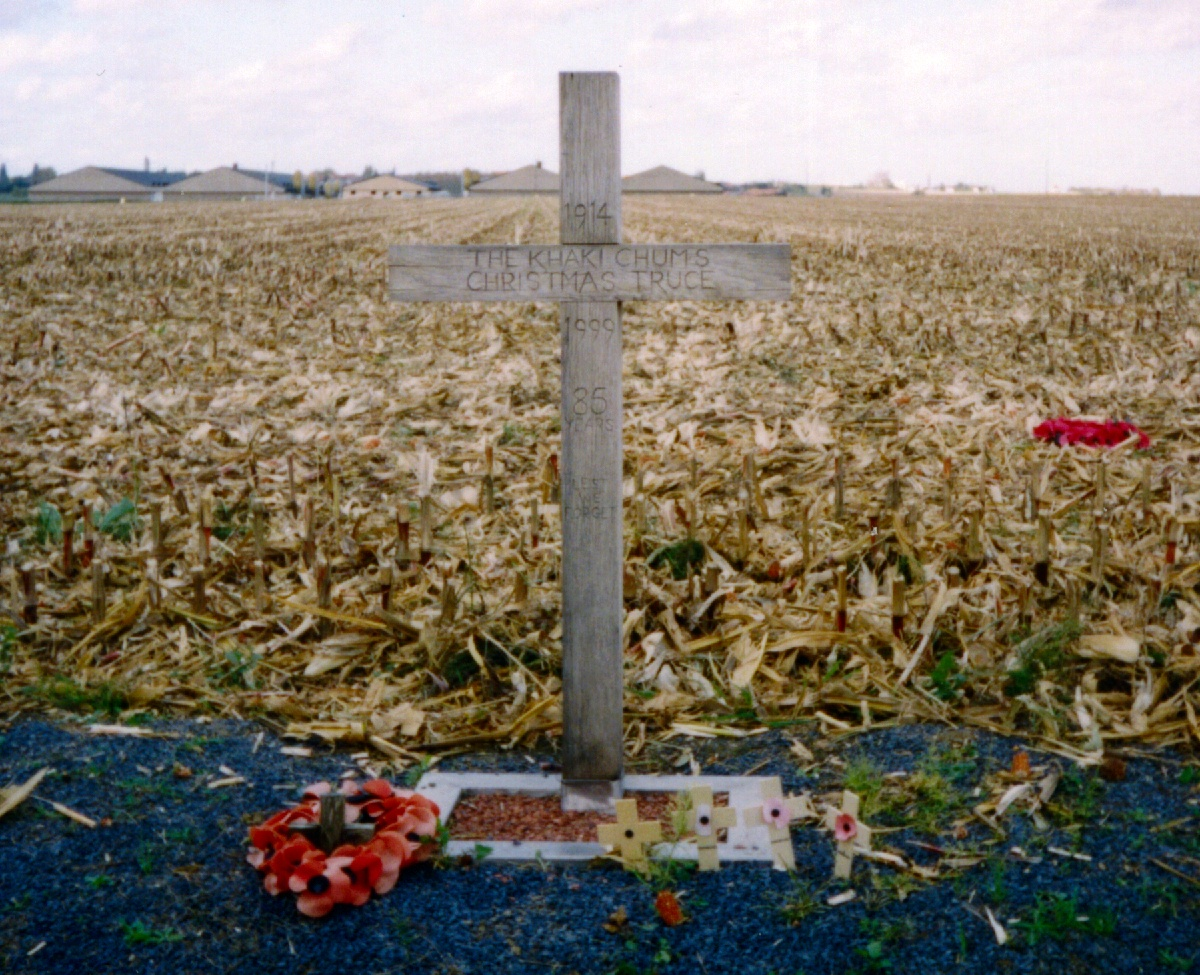
Kříž připomínající události z roku 1914.

Vánoční příměří je označení pro neoficiální příměří, které se odehrálo na západní frontě během Vánoc v roce 1914. Válka začala v srpnu 1914 a po pěti měsících, dne 25. prosince 1914, se nedaleko belgického města Ypry začal z německých zákopů ozývat zpěv vánočních koled. Němečtí vojáci následně ze zákopů vyšli a vyzvali Brity, aby se k nim připojili. Skutečně se tak stalo a vojáci obou stran si mezi sebou začali vyměňovat drobné dary. Němci zde proti Britům také odehráli několik fotbalových zápasů. Zanedlouho však začaly další boje.

## Odraz události v kultuře
V roce 2005 byl představen film Šťastné a veselé, který tuto událost popisuje; jeho režisérem byl Christian Carion. Velšský hudebník a hudební skladatel John Cale představil dne 20. prosince 2014 ve městě Mesen nedaleko místa události u příležitosti jejího stého výročí nové hudební dílo inspirované tímto příměřím. 30. října 2021 švédská metalová skupina Sabaton vydala nový singl s názvem "Christmas Truce" vyprávějící o této události. Skladbu doprovází videoklip, který se natáčel v České republice, a ve kterém členové skupiny hrají vojáky bojující v zákopech.